# Tristan Valentin
Tristan Valentin (født 23. februar 1982) er en fransk tidligere professionel cykelrytter.